# Landkreis Viechtach
Der Landkreis Viechtach gehörte zum bayerischen Regierungsbezirk Niederbayern. Sein ehemaliges Gebiet liegt heute im Landkreis Regen.

## Geographie

### Wichtige Orte
Die größten Orte waren Viechtach, Teisnach, Prackenbach und Ruhmannsfelden.

### Nachbarkreise
Der Landkreis grenzte 1972 im Uhrzeigersinn im Norden beginnend an die Landkreise Kötzting, Regen, Deggendorf und Bogen.

## Geschichte

### Landgericht
1803 wurde im Verlauf der Verwaltungsneugliederung Bayerns das Landgericht Viechtach errichtet. Dieses wurde nach der Gründung des Königreichs Bayern dem Regenkreis zugeschlagen, dessen Hauptstadt bis 1810 Straubing war.
1810 kam das Landgericht Viechtach zum Unterdonaukreis mit der Hauptstadt Passau.
1838 wurde der Unterdonaukreis in Kreis Niederbayern umbenannt, aus dem der gleichnamige Regierungsbezirk hervorging.

### Bezirksamt
Das Bezirksamt Viechtach folgte im Jahr 1862 dem flächengleichen Landgericht älterer Ordnung Viechtach.

### Landkreis
Am 1. Januar 1939 wurde wie sonst überall im Deutschen Reich die Bezeichnung Landkreis eingeführt. So wurde aus dem Bezirksamt der Landkreis Viechtach.
Am 1. Juli 1972 kam der Landkreis Viechtach im Zuge der Gebietsreform in Bayern zum Landkreis Regen.

## Einwohnerentwicklung
| Jahr | Einwohner | Quelle |
| ---- | --------- | ------ |
| 1864 | 18.835    | [ 4 ]  |
| 1885 | 20.828    | [ 5 ]  |
| 1900 | 22.092    | [ 6 ]  |
| 1910 | 23.471    | [ 6 ]  |
| 1925 | 25.318    | [ 7 ]  |
| 1939 | 26.803    | [ 8 ]  |
| 1950 | 34.139    | [ 9 ]  |
| 1960 | 29.700    | [ 10 ] |
| 1971 | 30.700    | [ 11 ] |

## Gemeinden
Vor dem Beginn der bayerischen Gebietsreform umfasste der Landkreis Viechtach in den 1960er Jahren 23 Gemeinden:

Landkreis Viechtach, Gemeindegrenzenkarte von 1961

| - Achslach - Allersdorf, heute zu Kollnburg - Arnbruck - Blossersberg, heute zu Viechtach - Böbrach - Drachselsried - Geiersthal - Gotteszell - Kirchaitnach, heute zu Kollnburg - Kollnburg - Moosbach, heute zu Prackenbach - Patersdorf | - Prackenbach - Rechertsried, heute zu Kollnburg - Ruhmannsdorf, heute zu Prackenbach - Ruhmannsfelden (Markt) - Schlatzendorf, heute zu Viechtach - Schönau, heute zu Viechtach - Teisnach (seit 1971 Markt) - Viechtach (Stadt) - Wettzell, heute zur Stadt Bad Kötzting (Landkreis Cham, Oberpfalz) - Wiesing, heute zu Viechtach - Zachenberg |

Die Gemeinde Sackenried wurde am 1. Januar 1946 nach Wettzell eingemeindet und gehört heute zu Bad Kötzting im Landkreis Cham.

## Kfz-Kennzeichen
Am 1. Juli 1956 wurde dem Landkreis bei der Einführung der bis heute gültigen Kfz-Kennzeichen das Unterscheidungszeichen VIT zugewiesen. Es wurde bis zum 3. August 1974 ausgegeben. Seit dem 1. März 2018 ist es wieder im Landkreis Regen erhältlich.